# 空の飛び方
『空の飛び方』（そらのとびかた）は、日本のロックバンド・スピッツの通算5作目のオリジナルアルバム。1994年9月21日にポリドールより発売。

## 概要
- 発売当初、ヴォーカルの草野マサムネはインタビューで「初めてCDウォークマンで聞けるアルバムができた」と語っていた[いつ?][どこ?]。
- 過去に『オーロラになれなかった人のために』（1992年）で、女性の手のみの写真はあったものの、ジャケットに女性モデルを初めて起用[3]。これ以降、オリジナルアルバムでの女性モデルの起用が定番化した[4]。
- 2002年10月16日には、ロサンゼルスのエンジニア、スティーブン・マーカッセンによるリマスタリングを施し、音楽評論家平山雄一によるライナーノーツが封入されたリマスター盤が発売された。
- 2024年9月18日[注 1]には、アルバム発売30周年を記念して『空の飛び方 30th Anniversary Edition』が以下の3形態で発売された。いずれも期間限定発売で、ジャケットが若干変更、ボーナストラック収録、エミリー・ラザーによるリマスタリングとなっている。
  - SHM-CD[5]は、オリジナル盤で未使用の秘蔵写真も掲載のブックレット、MVのHDリマスター版と貴重なライヴ映像を収録のBlu-rayが付属の三方背ケース入り紙トレイ仕様。
  - カセットテープ[6]は、今回初の発売。
  - アナログ盤[7]は、2枚組カラーヴァイナル仕様。

## 収録曲
| 全作詞・作曲: 草野正宗。 |                                   |           |            |                     |      |
| #                        | タイトル                          | 作詞      | 作曲・編曲 | 編曲                | 時間 |
| 1.                       | 「たまご」                        | 草野正宗  | 草野正宗   | 笹路正徳 & スピッツ | 3:26 |
| 2.                       | 「スパイダー」                    | 草野正宗  | 草野正宗   | 笹路正徳 & スピッツ | 3:44 |
| 3.                       | 「空も飛べるはず」(Album Version) | 草野正宗  | 草野正宗   | 土方隆行 & スピッツ | 4:31 |
| 4.                       | 「迷子の兵隊」                    | 草野正宗  | 草野正宗   | 笹路正徳 & スピッツ | 4:28 |
| 5.                       | 「恋は夕暮れ」                    | 草野正宗  | 草野正宗   | 笹路正徳 & スピッツ | 5:00 |
| 6.                       | 「不死身のビーナス」              | 草野正宗  | 草野正宗   | 笹路正徳 & スピッツ | 3:23 |
| 7.                       | 「ラズベリー」                    | 草野正宗  | 草野正宗   | 笹路正徳 & スピッツ | 4:42 |
| 8.                       | 「ヘチマの花」(Strings:篠崎正嗣)  | 草野正宗  | 草野正宗   | 笹路正徳 & スピッツ | 3:05 |
| 9.                       | 「ベビーフェイス」(Album Version) | 草野正宗  | 草野正宗   | 笹路正徳 & スピッツ | 4:11 |
| 10.                      | 「青い車」(Album Version)         | 草野正宗  | 草野正宗   | 土方隆行 & スピッツ | 4:41 |
| 11.                      | 「サンシャイン」                  | 草野正宗  | 草野正宗   | 笹路正徳 & スピッツ | 5:21 |
| 合計時間:                | 合計時間:                         | 合計時間: | 46:32      |                     |      |

### 楽曲解説
1. たまご
2. スパイダー
後に10枚目のシングル「スパイダー」の表題曲としてシングルカットされた。
3. 空も飛べるはず (Album Version)
8枚目のシングル「空も飛べるはず」の表題曲のアルバムヴァージョン。1996年にフジテレビ系ドラマ『白線流し』の主題歌に用いられた。
4. 迷子の兵隊
5. 恋は夕暮れ
後に10枚目のシングル「スパイダー」のカップリング曲としてシングルカットされた。1990年代後半ごろ[いつ?]には北海道テレビ放送のクロージングに使われた[どれ?]。
6. 不死身のビーナス
7. ラズベリー
8. ヘチマの花
寺本りえ子（トランジスターグラマー）とのデュエット曲。一緒のレコーディングではなく、草野のOKが出たヴォーカルテイクの上に、寺本のヴォーカルを重ねてもらったという[8]。
カセットテープではこの曲からSide B。
9. ベビーフェイス (Album Version)
8枚目のシングル「空も飛べるはず」のカップリング曲のアルバムヴァージョン。
ホーンセクションを加えたアレンジで録り直している。
10. 青い車 (Album Version)
9枚目のシングル「青い車」の表題曲のアルバムヴァージョン。
サビでハモリの処理が施され、エンディングも短く編集されている。
11. サンシャイン
辺見えみりが1996年のアルバム『流れ星』でカヴァーしている。 1990年代後半ごろ[いつ?]には北海道テレビ放送のオープニングに使われた[どれ?]。
12. 青い車 (Live from SPITZ JAMBOREE TOUR 2021 “NEW MIKKE”)
この曲からは『空の飛び方 30th Anniversary Edition』にのみ収録のボーナストラック（全形態共通）。
先に発売の映像作品に収録の音源とは別のもの。
13. サンシャイン (Live from SPITZ JAMBOREE TOUR ’23-’24 “HIMITSU STUDIO”)
14. 不死身のビーナス (Live from SPITZ JAMBOREE TOUR ’23-’24 “HIMITSU STUDIO”)

### DISC 2（Blu-ray）
『空の飛び方 30th Anniversary Edition』SHM-CDにのみ付属のBlu-ray。ミュージックビデオ3曲のHDリマスター版と『スピッツ “空飛び” JAMBOREE TOUR ’94』からのライヴ映像2曲を収録。
| #  | タイトル                                                                                       | 作詞 | 作曲・編曲 |
| -- | ---------------------------------------------------------------------------------------------- | ---- | ---------- |
| 1. | 「空も飛べるはず (Music Video HD Remaster)」                                                   |      |            |
| 2. | 「青い車 (Music Video HD Remaster)」                                                           |      |            |
| 3. | 「スパイダー (Music Video HD Remaster)」                                                       |      |            |
| 4. | 「恋は夕暮れ (Live at 渋谷公会堂 on 28th Nov. 1994 from スピッツ “空飛び” JAMBOREE TOUR ’94)」 |      |            |
| 5. | 「迷子の兵隊 (Live at 渋谷公会堂 on 28th Nov. 1994 from スピッツ “空飛び” JAMBOREE TOUR ’94)」 |      |            |

### アナログ盤（2017）
2017年7月5日発売。スピッツ結成30周年記念。完全受注限定生産。小鐡徹によるニューカッティング。1997年盤とは異なり、曲順はオリジナルCDと同じ。
| #  | タイトル                           | 作詞 | 作曲・編曲 |
| -- | ---------------------------------- | ---- | ---------- |
| 1. | 「たまご」                         |      |            |
| 2. | 「スパイダー」                     |      |            |
| 3. | 「空も飛べるはず (Album Version)」 |      |            |
| 4. | 「迷子の兵隊」                     |      |            |
| 5. | 「恋は夕暮れ」                     |      |            |
| 6. | 「不死身のビーナス」               |      |            |

| #  | タイトル                           | 作詞 | 作曲・編曲 |
| -- | ---------------------------------- | ---- | ---------- |
| 1. | 「ラズベリー」                     |      |            |
| 2. | 「ヘチマの花」                     |      |            |
| 3. | 「ベビーフェイス (Album Version)」 |      |            |
| 4. | 「青い車 (Album Version)」         |      |            |
| 5. | 「サンシャイン」                   |      |            |

### アナログ盤（2024）
2024年11月27日発売。『空の飛び方 30th Anniversary Edition』2枚組LP。完全限定生産（同年内で出荷終了）。
| #  | タイトル                           | 作詞 | 作曲・編曲 |
| -- | ---------------------------------- | ---- | ---------- |
| 1. | 「たまご」                         |      |            |
| 2. | 「スパイダー」                     |      |            |
| 3. | 「空も飛べるはず (Album Version)」 |      |            |
| 4. | 「迷子の兵隊」                     |      |            |

| #  | タイトル             | 作詞 | 作曲・編曲 |
| -- | -------------------- | ---- | ---------- |
| 1. | 「恋は夕暮れ」       |      |            |
| 2. | 「不死身のビーナス」 |      |            |
| 3. | 「ラズベリー」       |      |            |
| 4. | 「ヘチマの花」       |      |            |

| #  | タイトル                           | 作詞 | 作曲・編曲 |
| -- | ---------------------------------- | ---- | ---------- |
| 1. | 「ベビーフェイス (Album Version)」 |      |            |
| 2. | 「青い車 (Album Version)」         |      |            |
| 3. | 「サンシャイン」                   |      |            |

| #  | タイトル                                                                      | 作詞 | 作曲・編曲 |
| -- | ----------------------------------------------------------------------------- | ---- | ---------- |
| 1. | 「青い車 (Live from SPITZ JAMBOREE TOUR 2021 “NEW MIKKE”)」                   |      |            |
| 2. | 「サンシャイン (Live from SPITZ JAMBOREE TOUR ’23-’24 “HIMITSU STUDIO”)」     |      |            |
| 3. | 「不死身のビーナス (Live from SPITZ JAMBOREE TOUR ’23-’24 “HIMITSU STUDIO”)」 |      |            |

## アナログ盤（1997）
- Spitz Analog Disc Collection Vol.3として、アナログ盤が1997年3月3日に発売された。
- イエロー・クリア・ビニール仕様。
- しりあがり寿によるオリジナルコミックを収録。
- 曲順、構成は以下の通り。

| 全編曲: 笹路正徳 & スピッツ（#6,編曲:土方隆行 & スピッツ）。 |                                   |       |            |      |
| #                                                            | タイトル                          | 作詞  | 作曲・編曲 | 時間 |
| 1.                                                           | 「サンシャイン」                  |       |            | 5:21 |
| 2.                                                           | 「たまご」                        |       |            | 3:26 |
| 3.                                                           | 「スパイダー」                    |       |            | 3:44 |
| 4.                                                           | 「不死身のビーナス」              |       |            | 3:23 |
| 5.                                                           | 「ヘチマの花」(Strings:篠崎正嗣)  |       |            | 3:05 |
| 6.                                                           | 「空も飛べるはず」(Album Version) |       |            | 4:31 |
| 合計時間:                                                    | 合計時間:                         | 23:30 |            |      |

| 全編曲: 笹路正徳 & スピッツ（#5,編曲:土方隆行 & スピッツ）。 |                                   |       |            |      |
| #                                                            | タイトル                          | 作詞  | 作曲・編曲 | 時間 |
| 1.                                                           | 「恋は夕暮れ」                    |       |            | 5:00 |
| 2.                                                           | 「ラズベリー」                    |       |            | 4:42 |
| 3.                                                           | 「迷子の兵隊」                    |       |            | 4:28 |
| 4.                                                           | 「ベビーフェイス」(Album Version) |       |            | 4:11 |
| 5.                                                           | 「青い車」(Album Version)         |       |            | 4:41 |
| 合計時間:                                                    | 合計時間:                         | 23:02 |            |      |

## 演奏
- 草野マサムネ：Vocals
- 三輪テツヤ：Guitars, Electric Sitar, Backing Vocal
- 田村明浩：Bass Guitar, Backing Vocal
- 崎山龍男：Drums, Simmons, Percussion, Backing Vocal
- 笹路正徳：Keyboards, Synthesizers, Acoustic Piano
- 横山“カメ”剛：Assistant（笹路正徳）
- 数原晋、林研一郎：Trumpet, Fluge Horn
- 清岡太郎、松本治、中川英二郎：Trombone
- 渡辺功：Tuba
- ジェイク・H・コンセプション：Alto Sax
- 小池修：Tenor Sax
- 高野正幹：Baritone Sax
- 篠崎正嗣ストリングス：Strings
- 寺本りえ子：Vocal (#8)
- クジヒロコ：Keyboards, Background Vocal (#12.13.14)

Blu-ray（30th Anniversary Edition）
- 明石敏子：Keyboards, Background Vocal